# 城镇人口

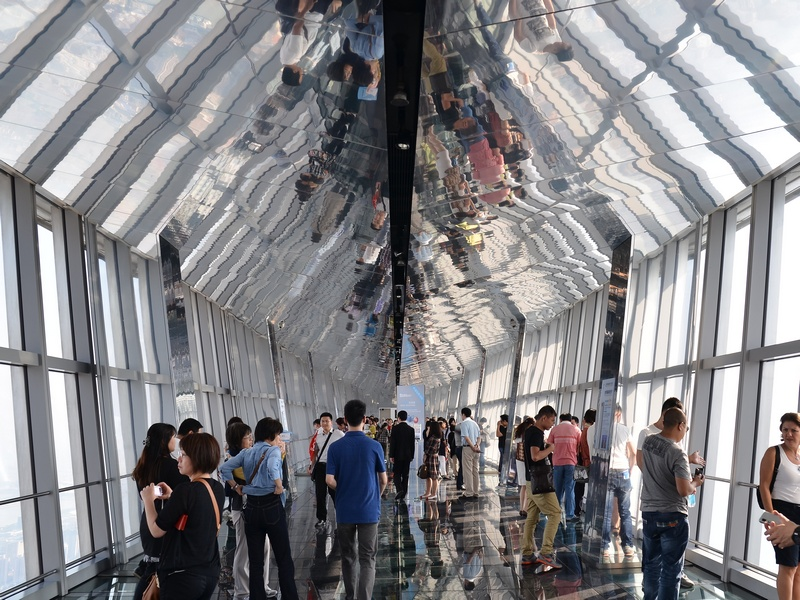
上海的城镇人口

2006年3月10日，中国国家统计局发布《关于统计上划分城乡的暂行规定》，对“城镇”和“乡村”进行了新的划分。规定城镇是指在中国市镇建制和行政区划的基础上，经该规定划定的区域，城镇包括城区和镇区。
城区是指在市辖区和不设区的市，经该规定划定的区域。城区包括：
1. 街道办事处所辖的居民委员会地域；
2. 城市公共设施、居住设施等连接到的其他居民委员会地域和村民委员会地域。

镇区是指在城区以外的镇和其他区域，经该规定划定的区域。镇区包括：
1. 镇所辖的居民委员会地域；
2. 镇的公共设施、居住设施等连接到的村民委员会地域；
3. 常住人口在3000人以上独立的工矿区、开发区、科研单位、大专院校、农场、林场等特殊区域。

乡村是指以上划定的城镇以外的其他区域。